# سامی طه
سامی طه (۱۹۱۱ – ۱۱ سپتامبر ۱۹۴۷) سیاستمدار فلسطینی بود. یکی از پیشگامان جنبش اتحادیهٔ کارگری عرب در فلسطین و دبیرکل انجمن کارگران عرب فلسطین در حیفا از اوایل ۱۹۴۴ تا پاییز ۱۹۴۷ بود.

## زندگی و پیشه
سامی طه حمران در سال ۱۹۱۱ در روستای عَرّابه در ناحیهٔ جنین، سنجق نابلس، ولایت بیروت، امپراتوری عثمانی، در یک خانواده روستایی فقیر به دنیا آمد. تا کلاس پنجم ابتدایی در مدرسهٔ روستایش درس خواند، پس از مرگ پدرش در اوایل دهه ۱۹۳۰ مجبور شد برای یافتن شغلی به شهر حیفا برود، به این امید به دفتر انجمن عربی کارگران فلسطین رفت تا بتواند به او کمک کنند تا شغلی پیدا کند. در آن زمان انجمن به یک کارمند کم‌سن برای نظارت بر اجرای شرایط کاری که بین آنها (از سوی کارگران) و صاحبان برخی از معادن معدن در حومهٔ حیفا توافق شده بود، نیاز داشت. او را با حقوق کمی برای این کار استخدام کردند. از راه این کار و تماس پیوسته با رهبران جنبش سندیکایی، مطالعهٔ شرایط و قوانین امور کارگری را آغاز کرد. در عین حال با مطالعهٔ مستمر به آموزش خود ادامه داد. زبان انگلیسی را هم خواند تا اینکه به‌طور کامل به آن مسلط شد.
سامی طه به تدریج در انجمن عربی کارگران فلسطین مسئولیت‌هایی را بر عهده گرفت تا اینکه به مقام اول اتحادیهٔ کارگری در آن رسید و رئیس آن شد. در دومین همایش انجمن که بین ۲۹ تا ۳۰ اوت ۱۹۴۶ در حیفا برگزار شد، عبدالحمید حیمور، بنیانگذار جنبش کارگری در فلسطین، به عنوان رئیس کنفرانس و سامی طه به عنوان دبیرکل آن انتخاب شدند. در این همایش نمایندگان ۴۲ شعبه و اتحادیه حضور داشتند. تصمیمات آن همایش حاکی از این بود که سوسیالیسم، هدف کارگران عرب فلسطینی است و جنبش سندیکایی راه درستی برای رسیدن به سوسیالیسم است؛ بر استقلال شخصیت ملی عربی و عدم وابستگی یا ارتباط آن را به جنبش‌های بین‌المللی تأکید کردند. کمیته عالی عرب، اهمیت این انجمن را تشخیص داد و سامی طه را به عنوان بخشی از هیئت خود به لندن برای گفتگو در مورد مسئلهٔ فلسطین در اوایل سال ۱۹۴۷ انتخاب کرد.
او در همایش‌های فدراسیون عمومی اتحادیه‌های کارگری در لندن (۶ تا ۲۲ فوریه ۱۹۴۵) و پاریس (۲۵ سپتامبر تا ۸ اکتبر ۱۹۴۵) شرکت کرد. سومین همایش انجمن عربی کارگران فلسطین در ۱۸ اوت ۱۹۴۷ در حیفا برگزار شد و ۱۲۰ نماینده به نمایندگی از ۱۲۰٬۰۰۰ کارگر سازمان‌یافتهٔ محلی و ملی در آن شرکت کردند. فلسطین در آن زمان کانون توجه بحث‌هایی بود که در سازمان ملل دربارهٔ تقسیم‌بندی آن در جریان داشت. همایش تصمیم گرفت اصل پروژهٔ تقسیم فلسطین را رد کند. همچنین تصمیم گرفتند که یک کشور عربی دموکراتیک فلسطینی ایجاد کنند، یهودیان عرب را که قبل از ۱۹۱۸ در فلسطین زندگی می‌کردند و فرزندان آنها را شهروندانی با همهٔ حقوق و وظایف در قبال وطن بدانند و همهٔ کسانی را که بدون ارادهٔ خانواده وارد آن سرزمین شده‌اند را از وطن اخراج کنند. همایش، تلگرامی در این زمینه برای دبیرکل سازمان ملل ارسال کرد.
کمیته عالی عرب به همایش و تصمیمات آن حمله کرد و رئیس انجمن کارگران عرب فلسطین (شورای اتحادیه کارگری)، سامی طه را به تلاش برای صهیونیسم و استعمار متهم کرد. به سامی طه بیش از یک اخطار داده شد تا برای حفظ جان خود اقدامات احتیاطی انجام دهد اما او آن‌ها را رد کرد. وی در عصر ۱۱ سپتامبر ۱۹۴۷ در برابر خانهٔ خود در حیفا به ضرب گلوله کشته شد. ترور او موجی از خشم و کینه را در پی داشت و کارگران در سراسر فلسطین در اعتراض به این جنایت دست به اعتصاب زدند. تشییع جنازهٔ بزرگ سامی طه در حیفا با حضور ده‌ها هزار نفر برگزار شد و پیکرش در روستای بلد الشیخ در نزدیکی حیفا به خاک سپرده شد.